# Janez Štirn
Janez Štirn, slovenski smučarski skakalec, * 16. maj 1966, Kranj.
Štirn je leta 1984 v Trondheimu postal svetovni mladinski podprvak na posamični tekmi. V svetovnem pokalu med sezonama 1984/85 in 1991/92 nastopil na 31 tekmah. Sedemkrat se mu je uspelo uvrstiti med dobitnike točk, najvišje 1. januarja 1987 na tekmi turneje štirih skakalnic v Garmisch-Partenkirchnu, ko je osvojil enajsto mesto. Na Svetovnem prvenstvu 1991 v Val di Fiemmeju je osvojil 38. mesto na srednji skakalnici.